# Diocesi di Callinico
La diocesi di Callinico (in latino Dioecesis Callinicensis) è una sede soppressa del patriarcato di Antiochia e una sede titolare soppressa della Chiesa cattolica.

## Storia
Callinico, corrispondente alla città di al-Raqqa nell'odierna Siria, è un'antica sede episcopale della provincia romana dell'Osroene nella diocesi civile d'Oriente. Faceva parte del patriarcato di Antiochia ed era suffraganea dell'arcidiocesi di Edessa, come attestato in una Notitia episcopatuum del VI secolo.
Sono quattro i vescovi attribuiti a Callinico da Le Quien. Un vescovo anonimo è documentato all'epoca dell'imperatore Teodosio I: questo vescovo nel 388 aveva istigato i fedeli a distruggere la sinagoga della città; l'imperatore decise in un primo momento di condannare lo stesso vescovo e i colpevoli dell'assalto a ricostruire il luogo di culto a loro spese, ma sant'Ambrogio obbligò il sovrano a rivedere la sua decisione ed ad amnistiare tutti i colpevoli, minacciando la sospensione delle funzioni religiose.. Damiano intervenne al concilio di Calcedonia nel 451 e sottoscrisse nel 458 la lettera dei vescovi dell'Osroene all'imperatore Leone dopo la morte di Proterio di Alessandria. Paolo venne deposto nel 518 per la sua adesione al partito severiano monofisita. Verso la metà del VI secolo visse il vescovo Giovanni.
In seguito la sede fu stabilmente occupata da vescovi giacobiti: la Chronica di Michele il Siro menziona venti vescovi di al-Raqqa dall'VIII al XII secolo.
Callinico è stata una sede vescovile titolare, soppressa nel 1962, a favore della sede titolare di Callinico dei Maroniti.

## Cronotassi

### Vescovi greci
- Anonimo † (menzionato nel 388)
- Damiano † (prima del 451 - dopo il 458)
  - Paolo † (? - 518 deposto) (vescovo monofisita)
- Giovanni † (menzionato nel 546 circa)

### Vescovi titolari
- Matthaeus de Robertis † (6 luglio 1729 - prima del 2 settembre 1733 deceduto)
- Meinwerk Kaup, O.S.B. † (2 settembre 1733 - 24 luglio 1745 deceduto)
- Anton Johann Wenzel Wokaun (Woknau) † (16 settembre 1748 - 7 febbraio 1757 deceduto)
- Nicolas de La Pinte de Livry, O.Praem. † (19 dicembre 1757 - 1795 deceduto)
- Luigi Pietro Grati, O.S.M. † (15 dicembre 1828 - 17 settembre 1849 deceduto)
- Godehard Braun † (2 aprile 1849 - 22 maggio 1861 deceduto)
- Ilarione Sillani, O.S.B.Silv. † (22 settembre 1863 - 27 marzo 1879 deceduto)
- Aniceto Ferrante, C.O. † (12 maggio 1879 - 19 gennaio 1883 deceduto)
- Luigi Sepiacci, O.S.A. † (15 marzo 1883 - 17 dicembre 1891 nominato cardinale presbitero di Santa Prisca)
- Pasquale de Siena † (24 settembre 1898 - 25 novembre 1920 deceduto)
- Zef Gjonali † (21 novembre 1921 - 13 giugno 1928 nominato vescovo di Sapë)
- Bernabé Piedrabuena † (17 dicembre 1928 - 11 giugno 1942 deceduto)
- Tomás Aspe, O.F.M. † (21 novembre 1942 - 22 gennaio 1962 deceduto)